# أندرو جون هيربرتسون
أندرو جون (أيه جي) هربرتسن Andrew John (AJ) Herbertson
عالم جغرافية إنجليزي, صاحب نظرية الأقاليم الطبيعية.
المصدر: دراسات في الجغرافيا البشرية 2008

## وصلات خارجية
- أندرو جون هيربرتسون على موقع الموسوعة البريطانية (الإنجليزية)